# Geotrigona fumipennis
Geotrigona fumipennis es una especie de abeja de tierra que se encuentra en América del Sur, específicamente en la región de Tumbes en Perú y en la Reserva Cazaderos en Ecuador.  Esta especie de abeja es conocida por su comportamiento social y por construir sus nidos en el suelo, en lugares protegidos como debajo de rocas o troncos. Los nidos están compuestos por una entrada estrecha y un túnel que conduce a una cámara principal donde se encuentran los panales de cría y almacenamiento de alimentos. La abeja de tierra Geotrigona fumipennis es importante para la polinización de plantas y para la producción de miel en la región.

## Taxonomía y Clasificación
La Geotrigona fumipennis fue descrita por los entomólogos Camargo y Moure en 1996, y pertenece a la familia Apidae, dentro del orden Hymenoptera. La abeja de tierra es de color marrón oscuro y presenta una longitud de alrededor de 12 a 14 milímetros. Los trabajadores son de color marrón claro y tienen el tercer segmento del abdomen con una franja blanca. Los machos y las hembras son similares en tamaño y coloración

## Biología y Comportamiento
La Geotrigona fumipennis es una abeja social que vive en colonias. Los trabajadores recolectan polen y miel de flores de diferentes especies, incluyendo plantas de la familia Leguminosa, Echinococcus viereckii, Tecoma stans, Cucurbita pepo y Tagetes minuta. La abeja de tierra es activa durante todo el año, aunque su actividad es más intensa durante la temporada de floración de las plantas. La abeja de tierra es importante para la polinización de plantas y para la producción de miel en la región

## Distribución y hábitat
La Geotrigona fumipennis se encuentra en América del Sur, específicamente en la región de Tumbes en Perú y en algunas partes de Ecuador. La especie es común en áreas con vegetación de baja estatura y sustratos arenosos, como la región de Tumbes en Perú y el Valle de Cazaderos en Ecuador.

## Importancia Ecológica
La Geotrigona fumipennis es importante para la polinización de plantas y para la producción de miel en la región. La abeja de tierra recolecta polen y miel de flores de diferentes especies, incluyendo plantas de la familia Leguminosa, Echinococcus viereckii, Tecoma stans, Cucurbita pepo y Tagetes minuta. Además, la abeja de tierra es un indicador de la calidad del hábitat y la salud de las plantas en la región.

## Conservación
La Geotrigona fumipennis es una especie que se encuentra en peligro de extinción. La principal amenaza es la pérdida de hábitat debido al desarrollo urbano y la agricultura. La especie también es perseguida por los recolectores de miel y cazadores de enjambres, aunque la caza está disminuyendo debido a la regulación de la actividad en Perú.

## Investigación y Estudio
La Geotrigona fumipennis ha sido objeto de estudio por parte de varios investigadores y estudiantes. Por ejemplo, un estudio realizado en la Reserva de Biosfera del Noroeste del Perú investigó la morfología y el comportamiento de la abeja de tierra. Otro estudio analizó la importancia de la abeja de tierra en la polinización de plantas y la producción de miel en la región de Tumbes en Perú.

## Contribución a la polinización
La Geotrigona fumipennis es importante para la polinización de plantas en la región. La abeja de tierra recolecta polen y miel de flores de diferentes especies, incluyendo plantas de la familia Leguminosa, Echinococcus viereckii, Tecoma stans, Cucurbita pepo y Tagetes minuta. La abeja de tierra también contribuye a la polinización de plantas y la producción de miel en la región de Tumbes en Perú.

## Miel y Polen
Su miel y polen han mostrado evidencias preliminares de propiedades medicinales. Los frutos y la miel de las abejas que polinizan el arazá, una planta de la región, han mostrado evidencias preliminares de propiedades anticancerígenas. Esta miel es altamente valorada por sus propiedades medicinales y su potencial para la salud humana. Sin embargo, la práctica de la meliponicultura, es decir, la cría de abejas sin aguijón, está empezando a desarrollarse y a expandirse en la región, lo que podría contribuir a la conservación de esta especie y a la producción sostenible de su miel. La meliponicultura también puede ofrecer una alternativa sostenible a la extracción de miel de los bosques, lo que beneficia a estos polinizadores vitales y al ecosistema en general. La miel de la abeja Geotrigona fumipennis es un ejemplo de los múltiples beneficios que las abejas y su miel pueden aportar a la salud humana y al desarrollo sostenible de las comunidades locales.

## Peculiaridades
La Geotrigona fumipennis presenta algunas peculiaridades que la distinguen de otras especies de abejas. Por ejemplo, la abeja de tierra es activa durante todo el año, aunque su actividad es más intensa durante la temporada de floración de las plantas. Además, la abeja de tierra es un indicador de la calidad del hábitat y la salud de las plantas en la región
En resumen, la Geotrigona fumipennis es una abeja de tierra que se encuentra en América del Sur, específicamente en la región de Tumbes en Perú y en algunas partes de Ecuador. Esta especie de abeja es conocida por su comportamiento social y por construir sus nidos en el suelo. La abeja de tierra es importante para la polinización de plantas y para la producción de miel en la región.